# Angelo Tasca
Angelo Tasca (Moretta, 1892. november 19. – Párizs, 1960. március 3.) az Olaszország Kommunista Pártja (Partito Comunista d'Italia – PCd'I) egyik alapítója, majd a kommunista mozgalom renegátja.

## Élete

### A születő kommunista mozgalom műhelye

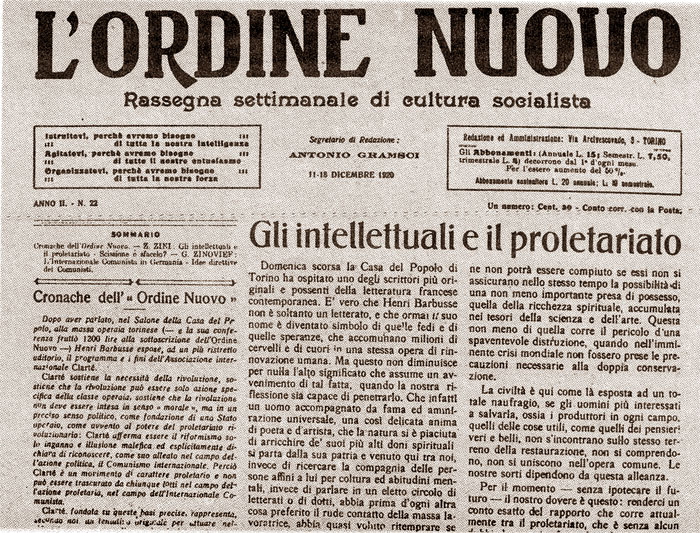
Az Ordine Nuovo 1920-ban

Apja szocialista vasúti pályamunkás volt, hatására 1909-ben Torinóban – mindössze 17 évesen – ifjúsági szervezetet alapított. Ebben a szervezetben 1911–1913 között kovácsolódott ki barátság Tasca és Antonio Gramsci, Palmiro Togliatti illetve Umberto Terracini között. „Négyük barátsága meghatározó jelentőségű az 1909-ben folyóiratként megjelentetett, majd napilappá váló Ordine Nuovo létrejöttében, később a szocialista párt markáns áramlatává fejlődő csoportosulás összerázódásában, amely a születő kommunista párt fő komponense lett.” Az osztályharc kulturális vonatkozásait eltúlozta, egyfajta kultúrmissziós irányzatot képviselt, és már 1912-ben összeütközésbe kerül emiatt Amadeo Bordigával, aki „kulturizmussal” vádolta.
1912-ben besorozták, amely megerősítette antimilitarizmusát, a hadseregben felforgató szervezkedéssel vádolták. 1915. május 17-én, az Olasz Királyság háborúba lépésének napján a torinói szocialista tüntetések vezérszónoka volt.
1917-ben lelkesedéssel fogadta az orosz forradalmat, ám soha nem tudott azonosulni Lenin nézeteivel a pártról, a forradalomról, az imperializmusról. Tagadta a bolsevik erőszak marxista jellegét, és lebecsülte Lenin teoretikus teljesítményét. „Rabja maradt a korabeli pozitivista filozófián nyugvó reformista ideológiának. 1919-es írásaiban fejtette ki például, hogy a forradalom nem egyetlen nap, nem évtizedek, hanem generációk műveként jöhet létre.” Tasca ezen nézetei ellenére részt vett az 1920-as torinói gyárfoglaló mozgalomban. Az üzemi tanácsokat azonban a szakszervezet alárendeltségébe kívánta vonni, – ekkortájt Tasca a torinói munkakamara titkáraként szakszervezeti funkcionárius volt –, s ebben a kérdésben egyre élesebben összeütközött Gramsci és Togliatti irányvonalával, akik az üzemi tanácsmozgalom forradalmi dinamikájára alapozták politikai stratégiájukat. Tasca és Gramsci nézetei egyre jobban eltávolodtak egymástól, barátságuk megtört.
Mindezek ellenére az 1921-ben megalakuló kommunista párt alapítói között szerepelt, annak egyik legjobboldalibb alakja volt. 1922-ben a Serrati körül csoportosuló baloldali szocialisták és a kommunisták összefogását sürgette Bordiga akkor még többségi, szektás irányzatával szemben, így ideiglenesen közös frontba került Gramscival. Ennek egyik következménye volt, hogy beválasztották a Komintern IV. kongresszusára küldött delegációba, és részt vett az egyre aktuálisabbá váló kommunista-szocialista fúzió előkészítő tárgyalásain.

### Franciaországi emigrációban
Tasca 1927-ben Párizsba emigrált, de továbbra is szerkesztője maradt a párt „Lo Stato Operaio” című elméleti folyóiratának és tagja maradt a párt központi végrehajtó bizottságának. 1929-re egyre jobban eltávolodott a kommunista párttól. Ebben legfontosabb szerepe a Kominternben a szociáldemokráciáról folyó egyre szektásabb és doktrinerebb vita volt, az ideiglenesen felülkerekedő szociálfasizmus koncepció, illetve Sztálin személyi kultuszának és autokratizmusának egyre nagyobb kiépülése. 1929. január 20-án az OKP titkárságának az alábbi sorokat írta:
„Minden Sztálin körül forog. A Komintern nem létezik; Sztálin mindennek az ura... Vizsgáljátok meg a teljesítményét: egyetlen eszméjét sem találjátok. Mások eszméit rágja újra, ezeket gátlás nélkül ellopja és sematikus formában tálalja a nála teljességgel hiányzó gondolkodás erejének illúzióját keltve. Számára az eszmék a gyalogok, amelyeket mérkőzésenként mozgat ide-oda a győzelem érdekében. Néhányan Moszkvában megilletődve gondolják, hogy Sztálin úgy tesz, akárcsak Lenin ... Kettőjüket összehasonlítani gyalázat ... Sztálin plagizál, mert nem képes másra, mert intellektuálisan középszerű és terméketlen ... Ezzel a politikával és ezekkel a módszerekkel az ellenforradalom előretolt őrse; amíg szabad keze van, az októberi forradalom szellemének likvidátora.”
A levél következménye, hogy 1929. szeptember 2-án a pártvezetés kizárta az OKP-ból. Ezek után a francia szocialisták körében tevékenykedett és egyre távolabb került a kommunista mozgalomtól. Életének ezen szakasza tele volt furcsa, nehezen érthető kanyarokkal: a Pétain-rezsim rádiójánál háborús kommentátori tevékenységet vállalt, majd később Anglia és Amerika háborús vereségét és Adolf Hitler győzelmét kívánta, amely „gondolati konstrukciója” szerint a válság elmélyítésével meggyorsította volna a világforradalom bekövetkeztét.
Igen fontos elméleti igényű könyve „A fasizmus születése és eljövetele” címmel 1938-ban jelent meg franciául, melyben a munkásmozgalom fasizmus elleni vereségét a történelem paradigmájaként értékelte.

## Művei
- I valori politici e sindacali dei Consigli di fabbrica, Libreria editrice dell'Alleanza coop. torinese, Torino, 1920
- I Consigli di fabbrica e la rivoluzione mondiale. Relazione letta all'assemblea della Sezione socialista torinese le sera del 13 aprile 1920, Libreria editrice dell'Alleanza coop. torinese, Torino, 1921
- L'unità socialista, Imp. ouvriere, Nancy, 1937
- La naissance du fascisme (Gallimard, Paris 1938, trad. it. Nascita e avvento del fascismo, La Nuova Italia 1950 e 1995 e Laterza, 1965)
- Due anni di alleanza germano-sovietica. Agosto 1939-giugno 1941, La Nuova Italia, Firenze, 1951
- In Francia nella bufera, Guanda, Modena-Parma, 1951
- La guerre du papillon, 1940-1944 (Les Iles d'or, Paris, 1954)
- Le pacte germano-soviétique. L'historie et le myhthe (Editions Liberté de la Culture, Paris 1954), trad. it. Il patto germano-sovietico. La storia e la leggenda, a cura di M. Millozzi, Edizioni Università di Macerata, Macerata, 2009
- Autopsia dello stalinismo (Edizioni di Comunità, Milano, 1958)

## Monográfiák, másodlagos források nyomtatásban
- Alexander J. De Grand: Stalin's Shadow. Angelo Tasca and the Crisis of the Left in Italy and France, 1910–1945. Northern Illinois University Press, 1986. 239 pp. ISBN 978-0-87580-116-2 (Könyvismertetés: https://web.archive.org/web/20100704100758/http://www.niupress.niu.edu/niupress/Scripts/Book/bookResults.asp?ID=285)